# Římskokatolická farnost Křenov
Římskokatolická farnost Křenov je jedno z územních společenství římských katolíků v děkanátu Svitavy s farním kostelem svatého Jana Křtitele v děkanátu Svitavy.

## Historie farnosti
První písemná zpráva pochází z roku 1308. Kostel, kaple a fara byly postaveny jako vrcholně barokní architektonický komplex v roce 1732 farářem jezuitou Johannem Benediktem Rusticem Schindlerem (1664–1736). Od roku 2007 byla budova fary restaurována a je využívána jako muzeum a stylový hostinec.

## Duchovní správci
Od července 2016 byl administrátorem R. D. Mgr. Krzysztof Kukliński. Toho s platností od 1. září 2018 vystřídal jako administrátor excurrendo R. D. Mgr. Ing. Josef Slezák.

## Bohoslužby
| Kostel                | Místo  | Bohoslužba (den) | Hodina     | Poznámka     |
| --------------------- | ------ | ---------------- | ---------- | ------------ |
| svatého Jana Křtitele | Křenov | neděle pátek     | 8.00 13.30 | Farní kostel |

## Aktivity farnosti
Každoročně se ve farnosti koná tříkrálová sbírka, v roce 2017 se při ní vybralo v Křenově 6 288 korun.